# Валени (Виишоара)
Валени (рум. Văleni) насеље је у Румунији у округу Васлуј у општини Виишоара. Oпштина се налази на надморској висини од 111 m.

## Становништво
Према подацима из 2011. године у насељу је живело 180 становника.